# Trigonostemon murtonii
Trigonostemon murtonii är en törelväxtart som beskrevs av William Grant Craib. Trigonostemon murtonii ingår i släktet Trigonostemon och familjen törelväxter. Inga underarter finns listade i Catalogue of Life.